# Polyvinylchlorid
Polyvinylchlorid (PVC) je třetím nejpoužívanějším plastem na Zemi, hned po polyethylenu a polypropylenu. Poprvé byl syntetizován roku 1835. Není rozpustný ve vodě, v olejích ani v koncentrovaných anorganických kyselinách a zásadách. 57 % jeho molekulové hmotnosti tvoří samotný chlór, 43 % ethen.

## Výroba a struktura

Polymerace PVC a jeho struktura

Základní surovinou pro výrobu PVC je vinylchlorid monomer (VCM – těkavý, jemně nasládlý plyn, teplota varu −13,9 °C), vzniklý obvykle rozkladem 1,2-dichlorethanu (starší postupy vycházely z acetylenu a HCl). Jeho polymerací do řetězců, jen částečně se rozvětvujících, vzniká bílý prášek nebo granulát.

Struktura DEHP, běžného změkčovadla PVC

Samotný polymer se poté mísí s různými přísadami, které zlepšují jeho vlastnosti v tom kterém směru podle cílového použití. Těmito přísadami jsou především plniva (např. křída), stabilizátory (pro zvýšení tepelné stability a odolnosti vůči ultrafialovému i tepelnému záření), změkčovadla (pro lepší manipulaci), maziva (pro lepší zpracovatelnost) atd.
Jako stabilizátory se dříve používaly i těžké kovy (kadmium, olovo) či organické sloučeniny cínu, ale byly většinou nahrazeny přísadami na bázi ekologického vápníku (i v důsledku evropské politiky REACH).
Jako změkčovadla se zpravidla používají ftaláty (např. diethylhexylftalát).

## Použití

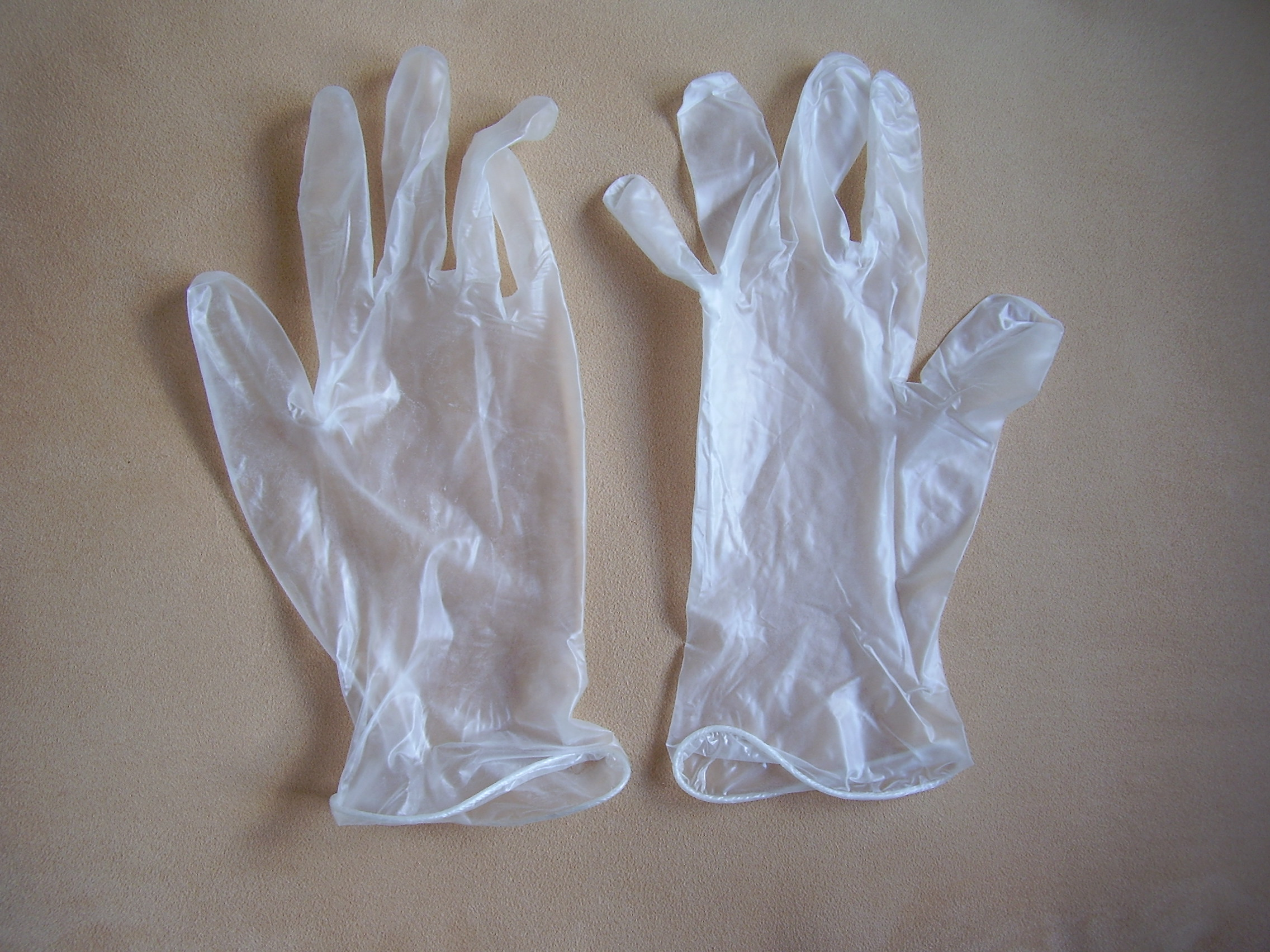
Rukavice z měkčeného PVC

Důvodem značného rozšíření PVC je poměrně snadná a tedy levná výroba jak základního vinylchloridu, tak významné užitné vlastnosti jeho polymeru – snadná zpracovatelnost prakticky všemi základními postupy (válcováním, vytlačováním, vstřikováním, vyfukováním, vakuovým tvarováním atd.), schopnost želatinace s různými změkčovadly, značná chemická a biologická odolnost až netečnost, dobrá tepelná odolnost.
PVC má prakticky ideální vlastnosti jako snadno zpracovatelný a přitom poměrně odolný materiál.
Více než polovina z celosvětově vyráběného množství PVC se používá ve stavebnictví. Neměkčené PVC se zde využívá pro aplikace, u kterých je žádoucí tvarová stálost po celou dobu životnosti (v řádu desítek let): odpadová potrubí (obecně známé pod označením „novodur“), okenní a dveřní rámy, podlahovou a střešní krytinu atd., kdy PVC fakticky nahrazuje tradiční stavební materiály jako dřevo, ocel, hliník, beton či pálenou hlínu. Další možnou aplikací jsou například nádoby, zahradní nářadí apod.
Měkčené PVC je využíváno pro výrobky polotuhé a elastické, kde se využívá jeho dobré pružnosti a chemické i mechanické odolnosti – fólie (obecně známé pod označením „igelit“), ochranné rukavice, kabely, podlahové krytiny (nesprávný obecný název „linoleum“), hadice, dýchací masky, zdravotnické vaky apod.

## Obchodní názvy
Česká společnost Fatra Napajedla je vlastníkem ochranných známek Novoplast ® (zaregistrována 5. 3. 1952) pro výrobky z měkčeného PVC a Novodur ® (zaregistrována 2. 6. 1971) pro výrobky z tvrdého PVC. Česká společnost Spolana Neratovice je vlastníkem ochranné známky Neralit ® (zaregistrována 21. 11. 1974) pro surovou sloučeninu PVC.
Obchodní název Decelith (akronym z firemního názvu Deutsche Celluloid-Fabrik a starořeckého λίθος líthos = kámen) byl používán pro německé gramofonové desky z PVC.
Mezi další obchodní názvy polyvinylchloridu a výrobků z něj patří nebo patřily například Armodour ®, Astralon ®, Boltaron ®, Carine ®, Dacovin ®, Darvic ®, Decelith ®, Dekadur ®, Duraform ®, Dynadur ®, Epradur ® (nizozemský ERIKS), Forex ® (nizozemský Flexinplex), Genotherm ®, Hostalit ® (americká Dow Chemical Company), Igelit (bývalá německá IG Farben), Ispadur ®, Isparex ®, Kömacel ®, Lacovyl ®, Marvylan ®, Mipolam ® (nadnárodní koncern Gerflor), Nicodur ®, Polanwil ® (polský ANWIL), Sicron ®, Simona ®, Solvic ®, Solvitherm ®, Tevilon ®, Thermovyn ®, Trosiplast ®, Trovidur ® (německý Röchling), Vestolit ® (americká Orbia), Vikupor ®, Vinidur ® (německý BASF), Vinnol ®, Vinoflex ® (BASF) atd.

## Rizika při výrobě, používání a likvidaci

Strukturní vzorec dioxinu

Při výrobě může do prostředí uniknout jak toxický prvek chlór, tak primární monomer vinylchlorid, jenž je karcinogenem vyvolávajícím zvláštní typ rakoviny jater (angiosarkom). Výrobu polyvinylchloridu doprovází také vznik toxických dioxinů. Jakýkoli únik musí být minimalizován nebo zneškodněn při výrobním procesu.
Samotné polyvinylchloridové výrobky lze při správném zacházení považovat za neškodné, stejně jako každý jiný plastový výrobek. To, že se některé přísady a změkčovadla mohou z výrobků uvolňovat do prostředí a v důsledku mohou narušit například endokrinní soustavu, není „výsadou“ pouze PVC a navíc závisí na podmínkách – zejména pak na teplotě okolí.
Zásadním problémem PVC jsou jeho požárně-technické vlastnosti, neboť není nehořlavé, ale pouze samozhášivé: Nehoří bez přímé vnější iniciace, při odstranění vnějšího plamene samo uhasne. V podmínkách požáru však při jeho tepelném rozkladu vzniká chlorovodík, který je již při koncentraci 0,008 mg/l zdraví nebezpečný. Při reakci s vodní parou ve vzduchu tvoří koncentrovanou kyselinu chlorovodíkovou, jež působí korozivně na kovové konstrukce. Z tohoto důvodu například musejí být v prostorách se zvýšeným nebezpečím požáru a ve shromaždištích většího množství osob používány elektrické kabely bez PVC, aby se z nich v případě požáru neuvolňovaly nebezpečné plyny.

## Likvidace výrobků z PVC

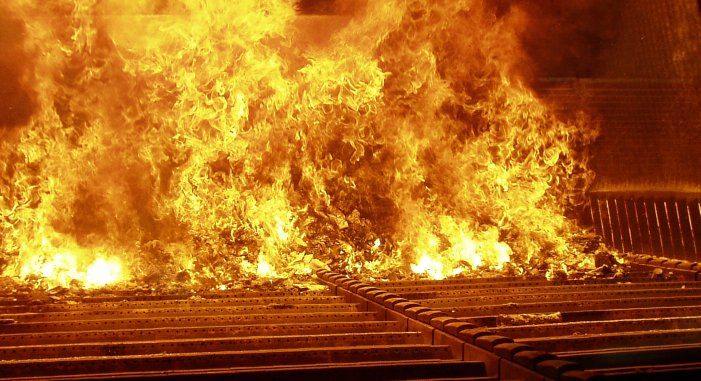
Spalování odpadů obsahujících PVC představuje riziko pro zdraví i životní prostředí

Dochází-li k likvidaci PVC spalováním bez řádně přizpůsobené technologie, mohou být součástí emisí nežádoucí vedlejší produkty spalování – toxické, karcinogenní nebo jinak škodlivé látky, jako jsou chlorovodík, hexachlorbenzen, polychlorované bifenyly, furany a dioxiny.
Naopak velmi přínosná je téměř úplná recyklovatelnost odpadů vzniklých z termoplastického PVC. Lze je totiž poměrně snadno rozdrtit a po přetavení použít do nového výrobku, čehož využívají například výrobci střešních krytin, zahradních prvků apod. Polyvinylchloridové výrobky z recyklátu jsou totiž materiálově i energeticky téměř o polovinu méně náročné než výrobky z primárního PVC.